# Takanori Nagase
Takanori Nagase (n. 14 octombrie 1993, Nagasaki, Japonia) este un judocan ce a reprezentat Japonia, medaliat olimpic. A participat la 2 ediții ale Jocurilor Olimpice (2016, 2020) în care a câștigat o medalie de aur.